# Arnould Flecy
Arnould Flecy, né le 2 décembre 1933 à Uccle dans la région de Bruxelles-Capitale, est un coureur cycliste belge, professionnel de 1959 à 1966.

## Biographie
En 1957, Arnould Flecy devient champion de Belgique de vitesse chez les amateurs. Il évolue ensuite au niveau professionnel entre juillet 1959 et décembre 1966 au sein de diverses équipes. Durant cette période, il termine notamment deuxième d'une édition du championnat de Belgique sur route. Il remporte par ailleurs le Circuit du Port de Dunkerque ainsi qu'une étape du Tour du Nord  en 1962. 

## Palmarès
- 1957
  -  Champion de Belgique de vitesse amateurs
- 1958
  - Bruxelles-La Louvière-Bruxelles
  - 2e de la Flèche halloise
- 1959
  - 2e du Circuit Disonais
- 1961
  - 2e de Bruxelles-Charleroi-Bruxelles
  - 2e du championnat de Belgique sur route
  - 3e du Grote Prijs Dr. Eugeen Roggeman
  - 3e de la Flèche de Heist
- 1962
  - Circuit du Port de Dunkerque
  - 4e étape du Tour du Nord
  - 3e du Grand Prix Raf Jonckheere
- 1963
  - 3e du Grand Prix de la ville de Zottegem
  - 3e du Grand Prix Raf Jonckheere
  - 3e de la Egmont Cycling Race
- 1964
  - 2e du Stadsprijs Geraardsbergen